# Boechera serotina
Boechera serotina là một loài thực vật có hoa trong họ Cải. Loài này được (E.S.Steele) Windham & Al-Shehbaz mô tả khoa học đầu tiên năm 2007.